# 貝拉米兄弟
貝拉米兄弟（英文：Bellamy Brothers）是來自美國佛羅里達州帕斯科縣流行音樂和鄉村音樂二人組合，由大衛·米爾頓·貝拉米（David Milton Bellamy，1950年9月16日－）和荷馬·霍華德·貝拉米（Homer Howard Bellamy，1946年2月2日－）兄弟組成。。二人在1970年代和1980年代取得了可見的音樂成就，從1976年發行他們的跨界告示牌百強單曲榜首單曲《讓你的愛流淌》（Let Your Love Flow）開始。
從1970年代後期開始，貝拉米兄弟也在鄉村音樂中也取得了成功，在鄉村歌曲排行榜上排名20位排名第一的單曲和超過50首流行歌曲。迄今為止，他們已經發行了50多張專輯，主要發行在Curb Records上。他們還在歐洲大陸獲得了成功，2011年，他們的合輯專輯名列世界之路榜單榜首，並在美國以外的市場發行了超過12首熱門歌曲。 2013年，他們的專輯《貝拉米兄弟與朋友：穿越大海》在瑞士熱門音樂榜中排名第5位，並在瑞士連續數週的專輯銷售中名列前茅。這是他們三年來在歐洲的第三次主要發行。在瑞士錄製並於2014年發行的專輯《Mermaid Cowgirl》獲得了瑞士金唱片獎。他們還用拉爾夫·席格爾在德國錄製了四張專輯，發行到歐洲市場。  

## 早年生活
大衛和霍華德·貝拉米的靈感來自許多音樂來源。他們的父親在房子附近玩鄉村音樂，也是當地樂隊西部搖擺的成員；此外，他們的靈感來自於姐姐演奏的[搖滾音樂]]。儘管從未接受過正規的音樂訓練，但兩個兄弟都學會了演奏結他、曼陀林和斑卓琴的方法。此外，大衛還學習了手風琴、古提琴、風琴和鋼琴。
他們的第一場音樂演出是在1968年，與他們的父親在佛羅里達州聖安東尼奧的一場響尾蛇音樂會上的響尾蛇音樂會。 他們的第一個付費演出是在佛羅里達州大學舉行的兄弟聚會。之後不久，兄弟倆移居到亞特蘭大並組建了一支名為Jericho的樂隊。但是，在樂隊和俱樂部中的演奏卻令人厭倦是兄弟，他們很快就搬回了家。
不久之後，唱片藝術家吉姆·斯塔福德的一個朋友注意到了這兩個兄弟，後者最終錄製了由斯塔福德和大衛撰寫的《蜘蛛與蛇》。《蜘蛛與蛇》繼續成為前五名的歌曲，為貝拉米家族提供了搬到洛杉磯的資金。霍華德成為了斯塔福德的道路管理員。

## 音樂事業

### 1970年代
兩人於1975年簽署了Curb Records。只有大衛的單曲《Nothing Heavy》失敗了。然而，在尼爾·戴門的鼓手Dennis St. John的建議下，兄弟倆錄製並發行了拉里·威廉斯創作的單曲《讓你的愛流淌》。1976年發行的《讓你流淌的愛情》在美國Mainstream Top 40以及全球十幾個國家中排名第一。
儘管《讓你的愛流淌》登上了《Hot Country Loves and Tracks》排行榜，但貝拉米斯鄉村音樂的成功僅限於1979年，當時只有《如果我說你擁有一個美麗的身體，你會不會它反對我》被收錄。這首歌的名稱是《雙關語》，引自格魯喬·馬克思的引文，讓貝拉米斯樂隊在美國發行了他們的第一支鄉村音樂單曲。它最早於1979年在北愛爾蘭在英國播放，並在1979年成為英國年度唱片。在2003年的《Country Weekly》雜誌中，標題被命名為有史以來第一大國家/地區。

### 1980至1990年代
在《如果我說您有一個美麗的身體，您可以對付我嗎？》成功之後，兄弟倆繼續受到鄉村音樂的熱捧，包括諸如《Redneck Girl》、《Santa Fe》和社會評論片《舊嬉皮》和《嬰兒潮的孩子》。告示牌命名為「貝拉米兄弟」是頂級鄉村二重奏，他們最終為鄉村音樂學院和鄉村音樂協會的大多數二重奏提名創造了唱片。
在此期間，兄弟倆與其他音樂家進行了許多合作。他們在1986年與The Forester Sisters錄製了一張專輯《太多了》並與他們一起「向南開車」。在1993年，他們聯同弗雷迪·芬德爾和弗拉格·吉梅內斯錄製了《Staying in Love》。在1997年，他們聯同艾迪·雷文和喬-埃爾·索尼爾錄製了專輯《Catahoula》，在1997年，他們和尼科萊特·拉森錄製了《Everyone's Somebody's Darlin》。在1999年，他們找了巴克·歐文斯製作歌曲。同年，他們錄製了單曲《垂直表達》，然後與愛德華多·阿勞喬共用這首歌曲。
1991年，貝拉米一家轉投大西洋唱片。他們的任期在那裡製作了一張專輯，然後二人組建了自己的唱片公司貝拉米兄弟唱片公司。他們是最早擁有自己唱片公司的鄉村音樂藝術家之一，並且已經從他們自己的唱片公司獲得唱片專輯的許可了25年。 在1999年，他們轉而使用Blue Hat Records的專輯《寂寞星球》。

### 2000至2010年代
2005年，貝拉米一家回到Curb Records錄製了專輯《Angels＆Outlaws，Volume 1》。這是一張精選專輯，它收錄了二重奏的舊曲以及其他藝術家的重錄，其中包括桃莉·巴頓、喬治·瓊斯、亞倫·傑克森、坦雅·塔克和蒙哥馬利簡屈二重唱。桃莉·巴頓主持的《如果我說你有一個美麗的身體，你能抗拒我嗎》的重新錄製版本，在2005年的《告示牌》熱門鄉村歌曲排行榜上第60名停留了一周。
2007年3月，布雷克・雪爾頓在《Hazzard公爵：開始》的配樂中使用了歌曲《鄉下人女孩》。
貝拉米一家人於2007年5月8日發行了福音音樂專輯，名為《耶穌來了》。其歌曲先前收錄於專輯《1995年成為美國原住民》。該專輯獲得了兩次白鴿獎提名，第二本福音書《為我祈禱》於2012年發行。在這張專輯上有很多客串歌手。他們的姐姐Ginger在歌曲《Suppertime》中與他們一起唱歌，黛博拉·阿倫在專輯中與Vicky Hampton一起演唱背景人聲。愛爾蘭演員兼音樂家基蘭·麥克休為歌曲《向他獻上讚美詩》演奏了一分錢。
2008年，Barclaycard廣告中使用了歌曲《Let Your Love Flow》作為他們新的非接觸式卡。根據下載量，這首歌重新進入了英國單曲排行榜，排在第48位，2009年3月在流行榜中達到了第21位，《世紀之歌》排在第68位，同年並列在BMI的榜首。Petra Haden的封面在2010年的Toyota Prius廣告中使用。
《精選集1》於2009年發行，其中包含與貝肯兄弟樂團合作的單曲《Guilty of the Crime》。兩組兄弟都演唱了這首歌一起於2009年9月1日在田納西州納什維爾的大奧普裡上合影。

2010年，貝拉米一家與瑞士搖滾巨星古拉錄製了專輯《最偉大的唱片》，該專輯在歐洲售出了雙鉑金。連續7週位居瑞士Schweizer Hitparade排行榜第一。2011年，他們與Gölä共同創立了“ BB＆G白金”。然後，在2014年，他們再次與Gölä合作，在瑞士錄製了《美人魚女牛仔》。他們通過這張專輯在瑞士獲得了金唱片記錄。
2010年6月，他們的關於政治正確性問題的歌曲《Jalepeños》由於其褻瀆評價而被禁止發行，甚至無法發佈到電台。2010年6月4日，該視頻成為YouTube的熱門影片，觀看次數近300萬。
2012年，貝拉米兄弟與奧地利施拉格歌手DJÖtzi製作了專輯《Simply the Best》。這是DJÖtzi的第一張完整英語專輯，並進入第三名GfK娛樂榜單。
2014年6月，《Rolling Stone》雜誌將《Old Hippie》在其100首鄉村音樂中排名第95。